# Alice Schwarzer
Alice Schwarzer (Wuppertal-Elberfeld, 1942. december 3. –) a német nőmozgalom legismertebb képviselőinek egyike és az Emma feminista folyóirat alapítója és főszerkesztője.

## Életrajz

### Gyerekkor és vallás
Alice Schwarzer házasságon kívül született és a nagyszüleinél nőtt fel. Egy interjúban azt mondta nagyapjáról, hogy „nagyon anyáskodó nagyapa“, a nagyanyáról, hogy „fejlett igazságérzettel rendelkező, politikára érzékeny személy“ volt. Családjának a náci rezsimmel szembeni aktív ellenállása és az áldozatok iránti szolidaritása jelentősen befolyásolta Schwarzer gondolkodását.
Ateista családból származik. 12 évesen megkereszteltette magát és később bérmálkozott is. Magáról azt mondja, hogy „nem vallásgyakorló”.

### Tanulmányai és párizsi élete
Schwarzer kereskedelmi iskolába járt, néhány évet ebben a szakmában dolgozott. 1963-ban Párizsba ment, ahol nyelvtudományt hallgatott. 1965-ben visszatért az NSZK-ba. A Düsseldorfer Nachrichten napilapnál gyakornokoskodott. 1969-ben Günter Wallraff oknyomozó újságíró utódja lett a Pardon c. szatirikus irodalmi folyóiratnál. 1970 és 1974 között szabadúszó politikai tudósítóként dolgozott Párizsban folyóiratoknak, rádió- és tv-adóknak. Szakterülete a „68-as mozgalom hatása a politikára, a társadalomra és a kultúrára “ volt. Pszichológiát és szociológiát tanult és többek között Michel Foucault előadásait is hallgatta. Monique Wittiggel a párizsi nőmozgalom (Mouvement de Libération des femmes, MLF) kezdeményezőihez tartozott.

### A 70-es évek
1970-ben Schwarzer barátságot kötött Simone de Beauvoirral és Jean-Paul Sartre-ral. Az 1971 és 1982 között Beauvoirral készített interjúit 1983-ban adta ki könyv formájában. 1973-ban tévériportot készített Beauvoirról az NDR-nek (Észak-Német Televízió), ami 2009-ben az Emma-kiadónál jelent meg.
1971-ben ő kezdeményezte a Frauen gegen den § 218 -megmozdulást („Nők a 218. § ellen”). Az abortusz legalizálásában fontos szerepet játszott annak a 374 nőnek a nyilvános beismerése („Wir haben abgetrieben!” – „Mi átestünk abortuszon!”), ami 1971. június 6-án jelent meg a Sternben. 1971 őszén adta ki első könyvét, Frauen gegen den § 218 címmel.
Beauvoirhoz hasonlóan Schwarzer is az úgynevezett radikális feminizmus képviselője, ami azért küzd, hogy a társadalmi nemek teljesen egyenlővé váljanak. A Der kleine Unterschied und seine großen Folgen („A kis különbség és nagy következményei”) című írásában kifejtette, hogy: „a szülés képessége az egyetlen különbség a férfi és a nő között. Minden más mesterségesen hozzátett.” A könyvében azt állítja, hogy a szexualitás „a nemek közötti hatalmi viszonyok és a nők elnyomásának a sarkalatos pontja“. Szerinte a „kényszerű heteroszexualitás“ nem veleszületett, hanem kulturális előírás. Schwarzer támogatja a szabad szexualitást és a nők gazdasági függetlenségét. A könyv 1975-ben jelent meg és az NSZK határain kívül is híressé vált. 12 nyelvre fordították le, utoljára 2001-ben koreai nyelvre is. A könyv megjelenése óta Alice Schwarzer az újkori német nőmozgalom legismertebb és legvitatottabb személyének számít.

### Az „Emma” alapítása
1977 januárjában jelent meg az Emma magazin első változata. Azóta Schwarzer a folyóirat kiadója és főszerkesztője. 1979-ben francia értelmiségiekkel együtt Teheránba utazott, néhány héttel azután, hogy Khomeini ajatollah magához ragadta a hatalmat Iránban. Az iráni nők ugyanis segítséget kértek a kényszerű lefátyolozás és jogfosztás elleni védekezéshez. Schwarzer erről írt egy cikket, ami az Emmában és a Die Zeitben jelent meg. Azóta központi témáihoz tartoznak a vallási fundamentalizmus veszélyei.

### A 90-es évek
1990-ben Schwarzer létrehozta az Emma magazin női újságírók díját, (Emma-Journalistinnen-Preis). Kétévenként egy változó, független zsűri (Schwarzer a zsűrielnök) ítéli oda újságíróknak (nőknek és férfiaknak) olyan újító cikkekért, amelyek ismerik és megértést tanúsítanak a társadalmi realitás és a nemek helyzete iránt. 1992-től 1993-ig ő moderálta a Zeil um Zehn c. talkshow-t a hesseni televízióban. 1993 óta az Emma kéthavonta jelenik meg. Ezekben az években Schwarzer inkább könyveket, politikai esszéket és életrajzokat írt, például Marion Dönhoffról és Romy Schneiderről. 2010-ig összesen 25 könyvet írt és további 17 könyvet adott ki mint szerkesztő.

### AzEmmafőszerkesztőjének utódlása
2007. december elején Schwarzer bejelentette, hogy legkésőbb 2008 tavaszán át akarja adni az Emma főszerkesztőségét Lisa Ortgiesnek, aki tévériporter és tárcacikkíró egyszemélyben. Amikor Ortgies mindössze 8 heti főszerkesztői tevékenység után 2008 májusában elment, Schwarzer ismét átvette a főszerkesztőséget
A Der Spiegelben Ortgies hangsúlyozta azt a sejtését, hogy továbbra is Alice Schwarzer irányította az ügyeket. Így nem sikerült a generációváltás. Ortgies elterjesztette a dpa által, hogy megfigyelők szerint a saját ötleteit nem tudta keresztülvinni. Az Emma szerkesztősége erre azt válaszolta, hogy „Sajnálkozásunkra a kolléganő nem volt alkalmas a főszerkesztői feladatok ellátására“. Ezt a nyilatkozatot a média nem tartotta profinak és szolidárisnak.

### Jelenleg
A 2009-es nyári szemeszterben átvett egy vendégprofesszúrát a bécsi iparművészeti egyetemen (Universität für angewandte Kunst Wien) és a publicistáknál vendégdocens volt. Az iparművészeti egyetemen előadást tartott Pornográfia és szexuális erőszak, a vallási fundamentalizmus, valamint nőkről és férfiakról (Pornografie und sexuelle Gewalt, Religiöser Fundamentalismus, Frauen und Männer) témákban.

## Politikai állásfoglalások

### A terhességmegszakításhoz való jog
A törvény által tolerált terhességmegszakítás volt Schwarzer fő célja az 1970-es évek elején. Számos megmozdulást kezdeményezett és cikkeket írt a 218-as paragrafus akkori formája ellen.
Az 1971-es akció során ismert nők (többet között Romy Schneider, Sabine Sinjen és Liz Verhoeven) vallották be a Stern folyóiratban, hogy ők is átestek terhességmegszakításon. Egy 2005-ben adott interjúban Schwarzer bevallotta, hogy ő maga és sokan az aláírók közül sem végeztettek abortuszt, de „megtettük volna, ha olyan helyzetben lettünk volna. Azt mondta, hogy: „Az akció nem személyes beismerés volt, hanem egy politikai provokáció.“ Az abortuszkérdés újra egyesítette a szétszakadt német nőmozgalmat.
Schwarzer intenzíven részt vett a terhességmegszakításról rendezett nyilvános vitákban. A nők híres jelmondata így szólt: „A hasam az enyém.“ Különösen az illegális abortuszok veszélyeit, a megaláztatást és a gyámság alá helyezést tették szóvá.
Egy interjúban, ami a Brigitte c. folyóiratban jelent meg, Senta Berger színésznő azt mondta Schwarzerről: „Nagyrészt az ő bátorságának és soha nem lanyhuló harci szellemének köszönhetjük, hogy most – 25 évvel később – sikerült nagyjából elérni azt, amit mindig is szerettünk volna.“

### Szexualitás és kényszerű heteroszexualitás
Schwarzer egyik központi témája 1975 óta a szexualitás, pontosabban a szexualitás funkciója a nőiség és férfiasság konstrukciójában. "A kis különbség és a nagy következményei" ("Der kleine Unterschied und seine großen Folgen") című könyvében elemzi a szexuálitást, amely a nőkérdés sarkalatos pontja: „A nemiség a nők elnyomásának tükre és eszköze is egyben valamennyi életterületen. Ide kötődik a nő leigázása, bűntudata és a férfira való koncentrálása. A férfiak hatalmának és a nők tehetetlenségének ez az alapja.“ . Schwarzer „büntetlen szexuálitást” javasol. A kényszerű heteroszexuálitás választása a kulturális környezettől függ. 
Az EMMA Szexuálitás c. különkiadásában Alice Schwarzer leírja téziseit a „Kis különbségről”. Ebben újra megállapítja, hogy az erotika hagyományosan férfiak uralta terület.
Az „A nagy különbség” c. könyvében egy teljes fejezetet szentelt a „Szexualitás mítoszának”. Azt állítja, hogy a nők az általános empancipáció folyamatában szexuális téren is öntudatosabbak lettek és a nők és a férfiak közötti nemiség „egyenjogúbbá” vált. Azonban „a nő szexuális értékének elismerése illetve lebecsülése jelenti továbbra is a legnagyobb ütõkártyát a férfiak kezében. Egy nő, aki kellemetlen társsá vagy fenyegető kollégává vált, 'nem kívánatos'-ként leértékelhető”. A férfiak „új szexuális elbizonytalanodását” is tárgyalta: „A mai nők a szexuálitásban teljes egészében elvárják a személyiségük iránti érdeklődést, az erotikát, a pillantást a dekoltázsba és a lélekbe. És a mai férfiak? Elbizonytalanodtak. És mérgesen reagálnak. A berlini Férfikutató Intézet felmérése szerint csak minden ötödik férfi találja szexinek az emancipációt. A többiek 'kedvetlenséggel, korai magömléssel, erekcióproblémákkal vagy impotenciával' reagálnak. Lelki impotenciával, természetesen.”
A hamburgi Társadalomkutató Intézet azonban arra az eredményre jutott egy fiatalokat érintő felmérés során, hogy növekszik azoknak a férfiaknak a száma, akik egyenjogú és szeretetteljes viszonyt keresnek a nőkkel. 1990-ben már 71% vélekedett így.

### A nők anyagi függetlensége
1976-ban újabb eredményt ért el Schwarzer és a feministák, a házassági- és családjogi törvény módosítását. Az új törvény szerint a feleségnek már nem kell férje engedélye ahhoz, hogy munkát vállalhasson és válás esetén joga van tartási díjra, függetlenül a házasságban tanúsított viselkedésétől. Schwarzer a következőket mondta erről a reformról egy interjúban: „Politikai úton értük el célunkat, a nők anyagi függetlenségének biztosítását. A nők egyedüli dolga már nem csak a háztartás ellátása. A férfiak már nem csak az egyedüli keresők a családban. Végre megszűnt az a botrányos helyzet, hogy a nők csak akkor gyakorolhatták hivatásukat, ha nem hanyagolták el családi kötelezettségeiket, vagy csak abban az esetben dolgozhattak, ha a férj jövedelme nem volt elegendő.”
Schwarzer bírálta is ezt a családjogi reformot. Bár az úgynevezett „háziasszonyi házasság” kizárólagossága megszűnt, de a társadalompolitikai keretfeltételek továbbra is megakadályozták a nők és férfiak valódi esélyegyenlõségét. A hagyományos szereposztás megszüntetése nehezebben érvényesíthatő.

### Schwarzer és a militánsiszlám
Schwarzer ellenzi a fejkendőt a nyilvános helyeken, például iskolákban. Szerinte a fejkendő „az iszlám harcosok zászlaja”, s akiket „a 21. század fasisztáinak” tart.
Más vallási szimbólumokhoz képest (például a kereszt) a fejkendő stigmatizálja a nőket, akik részben kényszerűségből viselik, akadályozza a test mozgási szabadságát és amúgy nem is vallási, hanem politikai szimbólum.
Amikor egy frankfurti bírónő ártalmatlannak ítélte a Koránra hivatkozva elkövetett házastársi kényszert, Schwarzer azon a véleményen volt, hogy itt „távolról sem egyéni esetről” van szó. Aggállyal figyeli, hogy a szövetségi jogrendszer szigora enyhül és az a benyomása, hogy hamis tolerancia üti fel a fejét pont a igazságszolgáltatásban.
Schwarzer gratulált XVI. Benedek pápának 80. születésnapja alkalmából. Azt mondta, nagy érdeklődéssel állapította meg, hogy a szentatya habozás nélkül bírálta a militáns iszlámot. Természetesen nem ért egyet a Római katolikus egyháznak a nőkre vonatkozó álláspontjával. Reményét fejezte ki, hogy a pápa többet foglalkozik majd a nők elleni szexuális erőszak problémájával.

### Apornográfiabetiltása
A pornográfia a hetvenes évek közepe óta a feministák központi témája. Az első porno elleni akcióját kilenc nőtársával (Inge Meysel, Erika Pluhar és Margarethe von Trotta) indította a Stern folyóirat ellen 1978-ban. Schwarzer szerint a ponográf képek sértik a nő méltóságát. A pert elveszítették.
1987-ben újabb támadást intézett a pornográfia ellen PorNo-Kampagne néven. A kampánnyal egyidőben jelent meg az Emma kiadó gondozásában Andrea Dworkins Pornografie – Männer beherrschen Frauen (Pornográfia – férfiak uralma a nők felett) című könyve. Lore Maria Peschel-Gutzeittel, a későbbi hamburgi és berlini igazságügyi szenátorral közösen pornográfia elleni törvénytervezetet hozott nyilvánosságra, amely az érvényben lévő büntetőtörvényt váltotta volna fel. Sajnos, a tervezetet nem sikerült keresztülvinni.

### A perHelmut Newtonképei ügyében
1993 novemberében Schwarzer az Emma hasábjain azt vetette Helmut Newton fényképész szemére, hogy szexista, rasszista és fasiszta képeket készít. A Schirmer/Mosel kiadó beperelte a szerzői jogok szándékos megsértése miatt. A müncheni tartományi bíróság kárpótlás fizetésére kötelezte az Emma Frauenverlags GmbH kiadót. Bár politikai vitákban szabad képekre hivatkozni, az Emma túllépte a megengedett határt 19 képpel.

### A nők elleni erőszak
Schwarzer véleménye szerint kb. minden harmadik nő átélt már magánéletében erőszakot, és minden harmadik vagy negyedik lány valamint minden tizedik fiú átesett már szexuális bántalmazáson. Schwarzer visszautasította azt a vádat, hogy az általa képviselt feminizmus áldozatként mutatja be a nőket. Szerinte valótlan az az állítás, hogy itt állnak az áldozatok, ott pedig a tettesek, mert mindkét oldal, a „sötét és a világos” része az ember életének. S akár egy hivatásában sikeres nő is küszködhet az átélt bántalmazás vagy erőszak megsemmisítő emlékével.

### A férfiak elleni erőszak
Schwarzer jogosnak vélte az amerikai Lorena Bobbitt tettét, aki levágta az alvó férje péniszét, miután állítólag megcsalta, abortuszra kényszerítette és megerőszakalta. Bobbittet szellemileg beszámíthatatlannak nyilvánították és így elkerülte az ítéletet. A férjét később felmentették az erőszak vádja alól. Schwarzer ennek ellenére így nyilatkozott:
„Lefegyverezte a férjét. (...) Egy nő követte el. Most már mindegyik megcsinálhatná. Átszakadt a gát, az erőszak már nem tabu a nők számára. Vissza lehet ütni. Vagy szúrni. Az amerikai háziasszonyok már nem csak petrezselyem aprításra gondolnak, amikor konyhakést látnak. (...) Az áldozatok számára már csak az marad hátra, hogy maguk védekezzenek. Valószínűleg „női elégtételt” érez az áldozat, amikor visszaüt. Végre!”

### Női erőszak
Schwarzer szerint a nők által elkövetett erőszak leggyakrabban pszichikai agresszió. „A nők vajon a jobb emberek? Nem feltétlenül. Csak tehetetlenek, ezért inkább a pszichika területén mutatkozik a női erőszak.”
„A nőknek emberiességet és együttérzést „utaltak ki”, a hatalom és erőszak sokáig tabu volt számukra. (Ezért váltak a burkolt, pszichikai erőszak specialistáivá.”)

## Recepció

### Feminista ellenvélemények
Amikor Schwarzer megkapta a Német Szövetségi Érdemkeresztet, a radikális és független feministák nem értették, hogy miért fogadta el. Véleményük szerint Schwarzer dörgölőzött a „férfitársadalomhoz” és annak rituáléihoz, s ezzel elárulta a feminista eszméket és célokat. Ez a csalódottság tükröződött az Emma olvasói leveleiben és az előfizetések lemondásában.
Néhány leszbikus aktivista azt vetette szemére, hogy Coming-outra bátorítja a leszbikusokat és homoszexuálisokat, de önmagát más mércével méri. Schwarzer máig nem fedte fel szexuális irányultságát. Helyteleníti a kikényszerített Coming-outot, mint például 1991-ben Rosa von Praunheim esetében.  

### Véleménye aszadomazochizmusról
Schwarzer a strukturális női mazochizmus, tehát az objektív elnyomás szubjektív erotizálásának tézisével Kate Miller hagyományaihoz áll közel. Számára a szexualitás nem kizárólag „magánügy”, hanem az „objektív hatalmi viszonyok tükre”. 1977-ben az Emma magazin pert indított a Stern ellen, mert Helmut Newton címlapfotója Grace Jones amerikai énekesnőt ábrázolta egy ketrecben, meztelenül, leláncolva. Schwarzer szerint a fotó szadomazochista elemeket tartalmazott. Az Emma magazin elvesztette a pert. Schwarzer kapcsolatot vél felfedezni a szadomazochizmus és a fasizmus között. Elsősorban Helmut Newtont bírálja, akit a „szadomazochizmus nagymesterének” nevez. Newton egyik fotója nyírfákat ábrázol Bécsben, ami az auschwitz-birkenau-i koncentrációs tábort juttatta Schwarzer eszébe (Birke magyarul nyírfát jelent). Az egyébként zsidó Newton családjának egy része koncentrációs táborokban halt meg. Egy másik zsidó művész, Bettina Rheims munkáját a kegyetlen KZ ellenőrrel, Hildegard Lächerttel hasonlította össze.
Schwarzer már korán indított vitát az Emma magazinban a szadomazochizmusról, különösen a leszbikusok által propagált szadomazichizmusról. A magazin 1977. szeptemberi számában ismertette Nancy Friday A nők szexuális fantáziái című könyvét. A pszichoanalitikus Margarete Mitscherlich elemezte a mazochista fantáziák és a szadomazochista valóság közötti különbséget. Az Emma 1981. novemberi számának címlapjára kerültek az amerikai Pat Califia tézisei, és a magazin hasábjain bőséges helyet kapott a szadomazochizmus és annak a leszbikusok között gyakorolt formája. Több női szadomazochista, közöttük feministák is bírálták Schwarzert. Sina-Aline Geißler és Kathrin Passig szerint a szadomazochizmus az önrendelkezés formája, s a feminizmusnak tulajdonképpen erre kellene törekednie. A kritikák a Schwarzer által mellőzött BDSM realitásaira utalnak, például a homoszexuális szadomazochizmushoz tartozó feminista szadomazochista leszbikus csoportokra (pl. Samois) és Femdom (female domination) csoportokra. Schwarzer szelektív módon támogatta a vitát Amerikában, de ellenvéleményekhez (Gayle Rubin) nem fűzött kommentárokat.
Schwarzer a hetvenes évek óta már csak ritkán nyilatkozott a szadomazochizmusról, de a véleményét nem változtatta:
- „Amikor férfiak propagálják a női mazochizmust, az támadás, amikor pedig nők, az tulajdonképpen az ellenféllellel való kollaboráció.”[51][52]
- „Nem véletlen, hogy a BDSM-divat a 70-es évek végén, a nőmozgalom elindulása után jelent meg. A TV és a videók elvitték a legutolsó hintertupfingeni”[53] lakásba is. Most már valószínű, sőt biztos, hogy minden férfi szadista és minden nő mazochista.”[54][55]
- „Sokat elárul az a tény, hogy a szexuális szadomazochizmus fétiseit a diktatúrák kínzókamráiból vették át, és hogy pont Németországban a lakk, bőr és láncok a náci esztétikára emlékeztetnek, lehetetlen észre nem venni.”[55][56]

### Zsurnalizmus
Néhány újságíró mint például Henryk M. Broder és Kay Sokolowsky szemére hányták baloldali antiszemitizmusát és a jobboldali Leni Riefenstahl iránti a szimpátiáját.
Bettina Röhl újságíró kritizálta Schwarzer véleményét Bruce Reimer esetével kapcsolatban, akinek sebészi hiba következtében súlyosan sérültek nemi szervei. Hormonkezelésen esett át, lánnyá változtatták és ennek megfelelően nevelték. Felnőtt korában 2004-ben öngyilkos lett. Röhl szerint Schwarzer arra használta fel ezt a „tragikus és lelkiismeretlenséggel végrehajtott erőszakos nemátalakító műtétet” hogy saját elméletének bizonyságát „ünnepelje”, amely szerint „a nemi identitás nem biológiai, hanem csupán pszicho-szociális tényező”. És ehhez az álláspontjához a mai napig ragaszkodik, hogy ne kelljen felülvizsgálnia a Gender Mainstreamingről vallott nézeteit.
2007-ben hirdetés hordozója lett a Bild-Zeitung bulvárlapban, amit pedig évtizedeken át szüntelenül támadott az ember- és nőgyűlöletéért. Ez a fordulat annyira hihetetlen volt, hogy sokan azt hitték, hogy a Bild engedély nélkül használta Schwarzer nevét és fényképét. S amikor Schwarzer megerősítette, hogy tényleg az ő hozzájárulásával történt a publikáció, a nyilvánosság egy része felhördült.
Schwarzer a Frankfurter Allgemeine Zeitungban a média kettős erkölcsére hivatkozva védte a mianmari katonai junta vonakodását, hogy a Nargis-ciklon pusztítása után nyugati segéderőket engedjen be az országba. Kínát is egyidőben sújtották természeti katasztrófák, és szintén nem engedett be nyugati segéderőket, de ezt senki nem kritizálta. Bár Mianmarban poszt-maoista junta van hatalmon, amit Schwarzer kétség nélkül ellenezne, ha burmai lenne, de nem tartja helyesnek, hogy egy országot a „gonosz tengelye”-kampány keretében démonizálnak és gazdaságilag bojkottálnak. Attól csak Mianmar lakói szenvednek. Erre Jörg Lau újságíró a Die Zeitben azzal vádolta Schwarzert, hogy „nyugati öngyűlöletben” szenved és hogy „gúny tárgyává teszi az emberi jogokat és a demokráciát”.

### Schwarzer jelentősége
A Cicero magazin 2008-ban publikálta a német értelmiségiek rangsorát, amely szerint Alice Schwarzer Elke Heidenreich után és Elfriede Jelinek előtt Németország „legbefolyásosabb német személyisége”. A rangsorolás alapja a nők jelenléte 1998 óta 160 vezető újságban, folyóiratban, a Munzinger-személyarchivumban és az interneten.
Az allensbachi demoszkópiai intézet („Institut für Demoskopie Allensbach”) 2006-os felmerése szerint Németországban a megkérdezettek 83%-a ismeri Alice Schwarzert és 67%-a véli úgy, hogy sokat tett a nők ügyéért.
2007-ben Hans-Ulrich Wehler történész Schwarzer „Die Antwort” („A válasz”) politikai esszéjének recenziója alkalmából írta: „Ha ezt a személyt csak egyszer is nem létezőnek gondolnánk, akkor észlelnénk, hogy ez a publicista és de-facto-politikus milyen odaadóan védelmezte, gyakran egyedül, a nők érdekeit. Egyéni hajtóereje nélkül, nos legyen, szenvedélye nélkül, amellyel nyílt vitában fáradozott folyton az igazságos ügyért, a nőmozgalom és a pártpolitika döntési grémiumaiban hiányzott volna egy lényeges impulzus.”

## Díjak, elismerések
- 1992: Westdeutschen Akademie für Kommunikation („Nyugatnémet kommunikációakadémia”) érme: Dr. Kurt Neven DuMont Medaille
- 1996: A Német Szövetségi Köztársaság Érdemkeresztje: Bundesverdienstkreuz am Bande
- 1997: Az Aalen irodalmi díja: Schubart-Literaturpreis
- 1997: A Német Állampolgárnők Szövetsége: Frau des Jahres 1997 („Az év nője 1997”)
- 2003: Berlini Christopher Street Day polgári bátorság díja az életművének: Zivilcourage-Preis des Berliner CSD
- 2004: A Bauer kiadócsoport tiszteletdíja: Goldene Feder („Aranytoll”)
- 2004: Bambi a „Wer wird Millionär?“ tévéműsorért
- 2004: Francia Köztársaság Becsületrendje
- 2004: Észak-Rajna-Vesztfália állami díja: Staatspreis des Landes Nordrhein-Westfalen
- 2005: A könyvtársaság Donauland Danubius 2004 szakkönyv-díja: Sachbuchpreis der Buchgemeinschaft Donauland
- 2005: Német Szövetségi Köztársaság érdemrendjének első osztályú érdemkeresztje
- 2005: A „Medium-Magazin“ az év újságíró-díja: Journalist des Jahres
- 2006: A Heinrich-Heine-társaság tiszteletajándéka
- 2008: Ludwig-Börne-díj

## Művei

### Szerzőként
- Alice Schwarzer. Frauen gegen den § 218 (német nyelven). Frankfurt: Suhrkamp Verlag (1971)
- Alice Schwarzer. Frauenarbeit – Frauenbefreiung (német nyelven). Frankfurt: Suhrkamp Verlag (1973)
- Alice Schwarzer. Der kleine Unterschied und seine großen Folgen. Frauen über sich. Beginn einer Befreiung (német nyelven). Fischer Taschenbuch (1975)
- Alice Schwarzer. So fing es an – 10 Jahre neue Frauenbewegung (német nyelven). EMMA Verlag (1981)
- Alice Schwarzer. Mit Leidenschaft (német nyelven). Hamburg: Rowohlt Verlag (1982)
- Alice Schwarzer. Simone de Beauvoir heute – Gespräche aus 10 Jahren (német nyelven). Hamburg: Rowohlt Verlag (1982)
- Alice Schwarzer. Warum gerade sie? Weibliche Rebellen (német nyelven). Frankfurt: Luchterhand Verlag (1989)
- Alice Schwarzer. Von Liebe + Haß (német nyelven). Frankfurt: Fischer Verlag (1992)
- Alice Schwarzer. Eine tödliche Liebe – Petra Kelly + Gert Bastian (német nyelven). Köln: Kiepenheuer & Witsch (1993)
- Alice Schwarzer. Marion Dönhoff – Ein widerständiges Leben (német nyelven). Köln: Kiepenheuer & Witsch (1996)
- Alice Schwarzer. So sehe ich das (német nyelven). Köln: Kiepenheuer & Witsch (1997)
- Alice Schwarzer. Romy Schneider – Mythos und Leben (német nyelven). Köln: Kiepenheuer & Witsch (2000)
- Alice Schwarzer. Der große Unterschied. Gegen die Spaltung von Menschen in Männer und Frauen (német nyelven). Köln: Kiepenheuer & Witsch (2002)
- Alice Schwarzer. Alice im Männerland. Eine Zwischenbilanz (német nyelven). Köln: Kiepenheuer & Witsch (2002)
- Alice Schwarzer. Liebe Alice, liebe Barbara (Briefwechsel mit Barbara Maia) (német nyelven). Köln: Kiepenheuer & Witsch (2005)
- Alice Schwarzer. Die Antwort (német nyelven). Köln: Kiepenheuer & Witsch (2007)

### Szerkesztőként
- szerk.: Alice Schwarzer: Wahlboykott? Haben die Frauen noch die Wahl? Eine Streitschrift zu den Wahlen '80! (német nyelven). Köln: EMMA Verlag (1980)
- szerk.: Alice Schwarzer: Das EMMA-Buch (német nyelven). München: dtv (1981)
- szerk.: Alice Schwarzer: Sexualität (német nyelven). Köln: EMMA Verlag (1982)
- szerk.: Alice Schwarzer: Durch dick und dünn (német nyelven). Köln: EMMA Verlag (1984)
- szerk.: Alice Schwarzer: Weg mit dem § 218! (német nyelven). Köln: EMMA Verlag (1986)
- szerk.: Alice Schwarzer: Das neue EMMA-Buch (német nyelven). München: dtv (1986)
- szerk.: Alice Schwarzer: PorNO (német nyelven). Köln: EMMA Verlag (1988)
- szerk.: Alice Schwarzer, Gerhard, Slupik: Auf Kosten der Frauen. Frauenrechte im Sozialstaat (német nyelven). Weinheim: Beltz (1988)
- szerk.: Alice Schwarzer: KRIEG. Was Männerwahn anrichtet – und wie Frauen Widerstand leisten, gegen Krieg und islamischen Fundamentalismus (német nyelven). Köln: EMMA Verlag (1991)
- szerk.: Alice Schwarzer: Das neueste EMMA-Buch (német nyelven). München: dtv (1991)
- szerk.: Alice Schwarzer: Schwesternlust + Schwesternfrust. 20 Jahre Neue Frauenbewegung – eine Chronik (német nyelven). Köln: EMMA Verlag (1991)
- szerk.: Alice Schwarzer: PorNO (aktualizált kiadás) (német nyelven). Köln: EMMA Verlag (1988)
- szerk.: Alice Schwarzer: Turm der Frauen. Der Kölner Bayenturm. Vom alten Wehrturm zum FrauenMediaTurm (német nyelven). Köln: DuMont Buchverlag (1994)
- szerk.: Alice Schwarzer: Man wird nicht als Frau geboren (német nyelven). Köln: Kiepenheuer & Witsch (2000)
- szerk.: Alice Schwarzer: Die Gotteskrieger – und die falsche Toleranz (német nyelven). Köln: Kiepenheuer & Witsch (2002)
- szerk.: Alice Schwarzer: Emma. Die ersten 30 Jahre (német nyelven). München: Kollektion Rolf Heyne (2007)

Az adatok az első kiadásra vonatkoznak. A legtöbb könyv más kiadóknál is jelentett meg.